# Sky Rocket (Kennywood)
Sky Rocket in Kennywood (West Mifflin, Pennsylvania, USA) ist eine Stahlachterbahn vom Modell Sky Rocket I des Herstellers Premier Rides, die am 29. Juni 2010 eröffnet wurde. Sie ist die einzige Auslieferung vom Modell Sky Rocket I.
Die 640,1 m lange Strecke erreicht dabei eine Höhe von 29 m und besitzt ein maximales Gefälle von 90°. Die Besonderheiten sind ein Outside-Top-Hat, ein Cutback, eine Zero-g-Roll, sowie ein Korkenzieher. Die Züge werden durch lineare Synchronmotoren innerhalb von drei Sekunden von null auf 80,5 km/h beschleunigt.

## Züge
Sky Rocket besitzt zwei Züge mit jeweils zwei Wagen. In jedem Wagen können sechs Personen (drei Reihen à zwei Personen) Platz nehmen.